# ニセコヘリポート
ニセコヘリポートは、北海道虻田郡ニセコ町曽我に所在するヘリポート。

## 概要
1991年（平成3年）12月に公共用ヘリポートとして開場した。管理面積は1.3ヘクタール。
2018年（平成30年）6月30日、国土交通省が関与する公共用へリポートとしての役割を終え、公共用としては用途廃止となった。
翌7月1日より管理所有はニセコ町のまま、遊覧飛行の受け入れ・ドクターヘリの使用・山岳遭難者救助捜索のためのヘリポート機能はニセコ町によって最低限保持されていた。
2024年（令和6年）4月、地元企業（株）ニセコアビエーションが運営権を取得し、恒常的に運用されることになった。

## 利用状況
遊覧飛行の他、冬季のスキー場での救難等に利用されている。2004年度の発着回数は68回。年間約98便（1998年度から2004年度平均）。
また、朝日航洋が新千歳空港および丘珠空港とニセコヘリポートの間でチャーター便を運航している。
また、開けた土地の特性を活かし、2012年（平成24年）3月に開設された地域コミュニティFMラジオ「ラジオニセコ」の電波送信所としても利用されている。